# Správa Spojených národů pro pomoc a obnovu

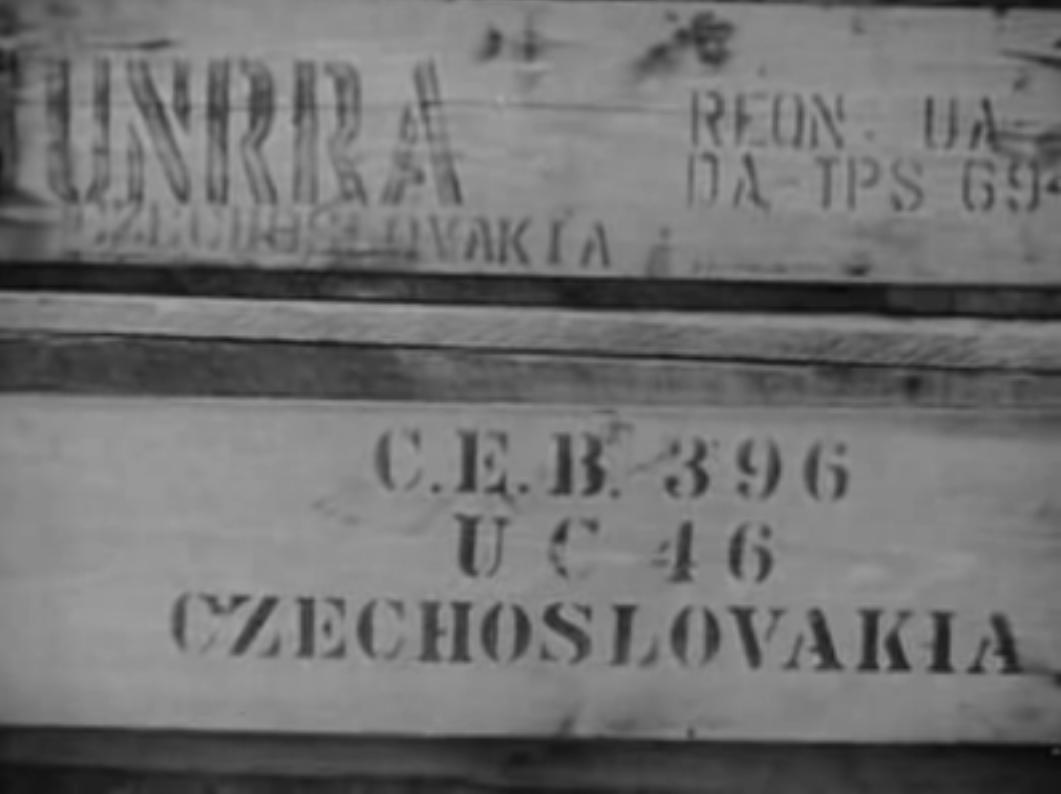
Poválečná pomoc Československu UNRRA

Správa Spojených národů pro pomoc a obnovu (anglicky: United Nations Relief and Rehabilitation Administration, zkráceně UNRRA) byla mezinárodní organizace založená v roce 1943 na základě Washingtonské dohody. Jejím účelem bylo „plánovat, koordinovat, spravovat nebo zajišťovat pomoc obětem druhé světové války ve všech oblastech pod kontrolou Organizace spojených národů prostřednictvím poskytování potravin, paliva, oděvů, přístřeší, základních a zdravotních potřeb, dopravních prostředků, surovin nezbytných pro vzkříšení průmyslu, hnojiv a hospodářských strojů pro obnovu zemědělství a dalších nezbytných služeb.“
Organizace měla 12 tisíc zaměstnanců a sídlila v New Yorku. Její chod financovaly členské státy, přičemž z celkového rozpočtu 3,7 miliard dolarů přispěly Spojené státy americké 2,7 miliardami, Spojené království 625 miliony a Kanada 139 miliony dolarů.
V letech 1945 až 1946 sehrála klíčovou roli v návratu osob z táborů pro vysídlené lidi do jejich domovských zemí. Její funkce byly později přeneseny pod různé instituce Organizace spojených národů, včetně Mezinárodní organizace pro uprchlíky či Světové zdravotnické organizace. V rámci Spojených států byla nahrazena Marshallovým plánem, který byl zahájen v roce 1948. UNRRA fungovala až do roku 1947, kdy byla zrušena usnesením Valného shromáždění OSN.

## Vznik
Mezinárodní organizace UNRRA, tedy Správa spojených národů pro pomoc a obnovu, byla založena 9. 11. 1943 v Bílém domě ve Washingtonu, kde zakládající dohodu podepsalo 44 spojeneckých států, mezi nimiž bylo i Československo. Za exilovou vládu Československa podepsal smlouvu Jan Masaryk. Stálým styčným důstojníkem u ústředí UNRRA v USA se stal František Němec. Hlavním úkolem UNRRY se stala bezplatná hospodářská pomoc válkou postiženým zemím. Financování těchto akcí leželo na bedrech států, jejichž území nebylo válkou přímo zasaženo, na administrativu přicházely příspěvky ze všech členských států, které do „Rady UNRRA” vyslaly též po jednom zástupci.
První zasedání „Rady UNRRA” se konalo v listopadu 1943 v Atlantic City, kde byl už také zvolen první generální ředitel UNRRY, bývalý guvernér New Yorku Herbert H. Lehman. Dne 28. března 1946 H. H. Lehman rezignoval a na jeho místo byl nově jmenován Fiorello H. La Guardia. Po jeho rezignaci 13. března 1946 nastoupil Lowell W. Rokos, který svou činnost skončil 30. září 1948. Po něm působil ve funkci správce likvidace Harry E. Howell. Generální ředitel měl svého zástupce se sídlem v Londýně, který měl na starosti všechny operace v Evropě.
Ústřední výbor jako výkonný orgán UNRRY měl 4 stálé výbory: pro zásobování, pro finanční kontrolu, výbor pro Evropu a výbor pro Dálný východ). Československo mělo své zastoupení ve výboru pro Evropu. Ústřední výbor se skládal ze zástupce Číny, Sovětského svazu, Velké Británie a Spojených států v čele s předsedajícím generálním ředitelem, který neměl hlasovací právo. Ústřední výbor vypracovával každý měsíc zprávu o činnosti Správy spojených národů, kterou předkládal generálnímu řediteli.
Na počátku nového roku 1944 byla zřízena oficiální hlavní kancelář ústředí UNRRY ve Washingtonu a o měsíc později regionální kancelář se sídlem v Londýně, která zodpovídala za správu, chod a řízení všech kanceláří a misí v Evropě.
Dne 25. 11. 1944 došlo také k vyjasnění kompetencí v oblasti zajišťování repatriace (na okupovaných územích americké, britské a francouzské správy) mezi Vrchním velitelstvím spojeneckých expedičních sil (SHAEF) a UNRRA. Vzhledem k tomu, že UNRRA nedisponovala potřebnými prostředky k přesunu obrovského počtu osob, byla UNRRA podřízena SHAEF (organizace, přeprava a koordinace) a měla na starost administrativní záležitosti. Repatriace na území okupovaném Rudou armádou probíhala podle jiných předpisů.

## UNRRA v Československu
Podmínky pro působení UNRRA v Československu uváděla dohoda, sepsaná v Londýně dne 26. 2. 1945, na jejímž základě pak prezident Beneš vydal dekret č. 2/1945 (Úřední věstník čsl. o postavení UNRRA v Československu). Československo mělo na základě této dohody obdržet zboží pro první pomoc, dodávky potravin a textilií, zboží pro obnovu zemědělství a průmyslu.
Košická vláda rozhodla o svěření záležitostí UNRRA Evženu Löblovi, vedoucímu V. odboru na ministerstvu sociální péče. Dne 23. května 1945 přicestovali do Prahy členové mise ze Sovětského svazu v čele s Petrem Ivanovičem Alexejevem, který byl již v době československé vlády v Londýně navržen sovětským velvyslancem Sobolevem vedením mise UNRRA v Československu.. Po něm přistáli na plzeňském letišti další členové z Velké Británie, USA, Kanady, Francie.
Dne 8. 6. 1945 vláda ustanovila samostatný „Československý úřad UNRRA”, který 10. 8. 1945 svým rozhodnutím přejmenovala na „Československý úřad pro hospodářskou pomoc a obnovu”. Vedením úřadu pověřila pro zkušenosti z Washingtonu Františka Němce. Úřad měl expozitury v Bratislavě, Chebu, Hamburku, Brémách, Rotterdamu, Aschaffenburgu, Terstu, Londýně a Washingtonu. „Mise UNRRA” v ČSR, která měla podle úmluv z 26. 2. 1945 zvláštní postavení, se stala nezávislým orgánem pod zřízeným ústředím a kontrolovala činnost „Úřadu UNRRA”, podávala hlášení o činnosti a využívání poskytnutého zboží.

### První zásilka do ČSR
Největší množství nákladu UNRRA se dopravovalo z černomořského přístavu Constanța v Rumunsku, popřípadě ze sovětského přístavu Oděsa a bulharské Varny. Od října roku 1945 pak bylo některé zboží nakládáno v Hamburku a Brémách, využívány byly též přístavy Rotterdam, Amsterdam, Benátky, Terst a někdy přicestovalo zboží i letecky. Dodávky nákladních automobilů UNRRA se vypravovaly z francouzského přístavu Le Havre po silnicích do plzeňského sběrného automobilového střediska UNRRA.
Dalších 1 000 aut kanadské armády pro ČSR. Když se končila prvá akce UNRRA, ze které bylo nám dodáno 3 250 aut kanadské armády, přijeli do Prahy na slavnost převzetí těchto vozů zástupci velitelství kanadské armády, aby se přesvědčili, jak jsou tyto vozy přejímány a jak je vše organisováno. Při tom bylo sděleno oficiálně se strany mezinárodní komise UNRRA a zástupců kanadské armády, že uvolní pro ČSR dalších tisíc nákladních aut. Zástupci Kanaďanů nabídli tyto nákladní vozy různým evropským státům, ale pouze ČSR byla schopna tento technický problém zmoci. Auta dopravují z Holandska ze střediska v Arnheimu kanadští šoféři, kteří v Plzni odevzdávají auta k další dopravě do Prahy šoférům nově zbudovaného strážního praporu UNRRA.
Čin, list české sociálně-demokratické strany, 02.10.1945, s. 2
Před ukončením války dorazily první zásilky na Slovensko. První poválečný vlak se 40 vagony byl do Československa naložen v černomořském přístavu Constanța a pod ochranou strážní čety české „Revoluční gardy” přes Rumunsko, Maďarsko a Vídeň dopraven po 11 dnech 30. května 1945 do Prahy na nádraží Vršovice. Zásilku na nádraží přebíral Václav Majer, ministr výživy, v doprovodu Petra Ivanoviče Alexejeva, sovětského delegáta a šéfa mise UNRRA pro Československo, František Němec, československý vládní delegát pro UNRRA, přednosta oddělení ministerstva výživy Evžen Löbl a zástupci ministerstva výživy a ministerstva dopravy.
Zásilka obsahovala sušené mléko, sušené švestky, hrách, cukr, kávu, konzervované maso (tzv. hydrované maso), výtažek z hovězího loje pro přípravu umělého tuku (tzv. Premiér jus) a šatstvo. Některé vyložené zboží směřovalo do Moravské Ostravy. Československu měly být v rámci první pomoci a obnovy hospodářství dopraveny nejen léky, potraviny, obuv a šatstvo, nýbrž i dopravní prostředky, suroviny a strojní zařízení. Vzhledem k poválečnému nedostatku dopravovaného zboží a nebezpečí přepadávání vlaků doprovázely zásilky ozbrojené (vojenské) oddíly. Kontrolovala se i vykládka zboží. Při prvních transportech se objevily při vykládce krádeže ze strany dělníků a vojáků Rudé armády. Některé výrobky přicházely po součástkách a k jejich montáži došlo až v ČSR. Pro používání zahraniční techniky se vydávaly manuály v českém jazyce, např. technická příručka o vozidlech Ford z UNRRA. Od počátku své působnosti do konce roku 1945 dodala UNRRA Československu kolem 400 tisíc tun zboží v hodnotě 150 mil. dolarů (tehdy 7 500 milionů Kč).

### Potraviny a zemědělství
V rámci první pomoci akce UNRRA obdrželo Československo nejen potraviny, ale i zboží pro obnovu, které mělo zabezpečit výživu v následujících letech; zemědělská obnova se týkala mechanizace zemědělství, rekultivace území zpustošených válkou, zlepšení chovu hospodářských zvířat, podpory zemědělských družstev, obnovy válkou zničených hospodářských budov, obnovy potravinářského průmyslu.
První poválečné přídělové období započalo 28. května 1945.
První dodávka zemědělských strojů z pomocné akce UNRRA dorazila z rumunského přístavu Konstanty do Brna už 27. června 1945. Stroje pak byly předávány národním výborům a Jednotnému svazu českých zemědělců (JSČZ), které je rozesílaly do nejvhodnějších oblastí. Do konce roku 1946 byly UNRRA-traktory rozmístěny po celém území Čech, Moravy a Slovenska. Bohužel pro nedostatek náhradních dílů a nafty nemohly být všechny traktory použity již pro setbu na podzim 1945. Dodávka traktorů měla velký význam pro obživu obyvatelstva.
Další problém představoval kvalifikovaný personál pro obsluhu traktorů, což UNRRA vyřešila dodáním potřebné technické literatury, instruktážních filmů a čtyř odborníků, kteří po určitý čas na venkově zaučovali při montáži traktorů. Jeden z nich sepsal manuál, který vláda v češtině vydala. Vedle více než 4 000 traktorů poslala UNRRA i mnoho kombajnů, pluhů, brán, secích strojů, rozprašovačů a mnoho jiných zemědělských strojů, zasílala také semena, pesticidy, lesnické a veterinární potřeby.
Všem řidičům zemědělských traktorů. Ministerstvo zemědělství vydá v nejbližší době několik příruček, jež budou obsahovat stručné pokyny pro používání a obsluhu zemědělských traktorů všeho druhu. Především jde o to, aby stroje dodané k nám z pomocné akce UNRRA byly obsluhovány tak, aby jejich výkon v našich poměrech byl co nejlepší. Příručky budou kapesního formátu, aby jich řidiči mohli použíti kdykoliv.
Naše pravda, 28.11.1946
Zemědělské stroje od akce UNRRA bylo možno také zapůjčit, přednostní nárok na zapůjčení měli zemědělci do 20 ha (v případě, že byl stejný stroj zničen válečnými událostmi anebo byl žadatel vyznamenán v soutěži o výstavbě státu), pak státní a družstevní strojní stanice a místní družstevní stanice. V pohraničních obcích, kde dosud nefungovaly místní skupiny JSČZ, se žádosti předkládaly prostřednictvím okresních správních komisí. Žádosti o zapůjčení strojů musel potvrdit okresní národní výbor.

### Revize dodávek UNRRA do SSSR
Generální ředitel UNRRA Fiorello H. La Guardia na začátku září 1946 v Moskvě na tiskové konferenci se zástupci zahraničního tisku konstatoval, že plánované dodávky zemědělských strojů UNRRA pro Bílou Rus a Ukrajinu budou pravděpodobně podrobeny revizi vzhledem ke zprávám o tom, že Sovětský svaz dodává zbraně některým sousedním státům.

## Ukončení činnosti UNRRA
Činnost UNRRA (Správa spojených národů pro pomoc a obnovu) byla 30. červnem 1947 ukončena. Z Prahy odjela také mise UNRRA pro Československo v čele se sovětským občanem Petrem Ivanovičem Alexejevem. Prezident republiky Edvard Beneš obdržel prostřednictvím šéfa mise UNRRA v ČSR osobní poselství od jejího generálního ředitele generálmajora Lowella Warda Rookse, jehož úvodní slova zněla:
Nyní, kdy končí práce UNRRA, chci vyjádřit své upřímné uznání Vám a Vašemu lidu jménem správy Spojených národů pro pomoc a obnovu, za Vaši spolupráci a pomoc při provádění programu UNRRA. Československo je pro nás symbolem ideálů UNRRA, jejího vznešeného pojetí, mezinárodní spolupráce a úspěšného provedení největšího mírového plánu, který kdy svět uskutečnil. Československá vláda, která dostala od UNRRA zboží v hodnotě 264 075 000 dolarů, je toliko jednou ze 16 zemí, zpustošených válkou, jimž UNRRA pomohla překonat údobí bezprostřední nouze. Obrovský program dodávek UNRRA pro všechny země dosáhl 2 937 274 000 dolarů.
Československo je symbolem ideálů UNRRA, Rudé právo 29.6.1947
| UNRRA zboží                                                                                                  | Váha v tunách |
| --- | ------------- |
| Sektor vyživovací                                                                                            | 739 294       |
| Textilie, šaty, obuv                                                                                         | 52 040        |
| Lékařské zboží a potřeby                                                                                     | 9 638         |
| Průmyslová a důlní zařízení                                                                                  | 5 882         |
| Komunikační a dopravní zařízení (tj. 75 lokomotiv, 1 400 vagonů)                                             | 23 269        |
| Různá jiná zařízení                                                                                          | 643           |
| Hospodářské stroje, koně a umělá hnojiva (traktrory, pluhy, kultivátory, samovazače, mlátičky, rozprašovače) | 251 430       |
| Jiné | 323 225       |

UNRRA dodala v letech 1945 - 1947 do Československa zboží v celkové hodnotě 261 337 400 dolarů (přibližně asi 15 miliard Kčs) o hmotnosti 1 619 627 tun: potraviny za 117 916 400 dolarů, ošacení za 26 43 800 dolarů, léky za 13 243 500 dolarů, do zemědělství investovala 31 794 200 dolarů a do průmyslu 71 539 500 dolarů. Finanční prostředky utržené za prodej bezplatného zboží mohly být podle dohody využity pouze na sociální obnovu a většinou právě na repatriace. Ceny zboží určoval „Úřad UNRRA”.
Prezident Harry S. Truman na tiskové konferenci 31. 7. 1947 prohlásil, že Spojené státy uvažují o zřízení mezinárodní nákupní instituce, která by se starala o obilí, potraviny a jiné zboží, které by bylo Evropě dodáváno v rámci Marshallova plánu. Zřízení této instituce navrhl americký ministr zemědělství Clinton Presba Anderson po návratu z Evropy. Nová instituce měla být plně samostatná a nezávislá na mezinárodní obchodní organizaci a jiných organizacích OSN, které již existují.